# Rachel Wacholder
Rachel Wacholder, heute Rachel Scott (* 15. Juni 1975  in Laguna Beach (Kalifornien)) ist eine ehemalige US-amerikanische Beachvolleyballspielerin.

## Karriere
Rachel Wacholder spielt seit 1999 auf der US-amerikanischen AVP Tour und seit 2001 international auf der FIVB World Tour. Sie kam 2003 mit Lisa Arce bei drei Grand Slams jeweils in die Top Ten. Mit Kerri Walsh gelangen ihr 2004 bei den Grand Slams in Marseille und Klagenfurt ihre beiden einzigen FIVB-Turniersiege. 2005 uns 2006 war Elaine Youngs ihre Partnerin. Wacholder/Youngs erreichten Platz sieben auf der WM in Berlin und hatten mit zehn weiteren Top-Ten-Platzierungen eine sehr erfolgreiche Zeit. Ihre letzten beiden Jahre mit internationalen Turnieren spielte Rachel Scott 2007 und 2008 mit Tyra Turner. Auch Scott/Turner hatten mit einem neunten Platz bei der WM in Gstaad und elf FIVB Top Tens durchweg gute Platzierungen.

## Privates
Rachel Scott ist seit 2007 mit dem US-amerikanischen Beachvolleyballspieler Sean Scott verheiratet. Sie leben in Redondo Beach und haben seit 2009 einen Sohn.